# Jacob Martin
Jacob Martin (Aurora, 11 dicembre 1995) è un giocatore di football americano statunitense che milita nel ruolo di linebacker per i Chicago Bears della National Football League (NFL).

## Carriera

### Seattle Seahawks
Al college Martin giocò a football alla Temple University dal 2014 al 2017. Nell'ultima stagione guidò la squadra con 8 sack venendo inserito nella seconda formazione ideale della Athletic Conference. Fu scelto nel corso del sesto giro (186º assoluto) del Draft NFL 2018 dai Seattle Seahawks. Debuttò come professionista subentrando nella gara del primo turno contro i Denver Broncos senza fare registrare alcuna statistica. Nell'undicesimo turno mise a segno il primo sack in carriera ai danni di Aaron Rodgers dei Green Bay Packers. La sua stagione da rookie si concluse con 10 tackle e 3 sack in 16 presenze, nessuna delle quali come titolare.

### Houston Texans
Il 31 agosto 2019 Martin fu coinvolto nello scambio che portò Jadeveon Clowney a Seattle, venendo ceduto agli Houston Texans.

### New York Jets
Il 17 marzo 2022 Martin firmò un contratto triennale con i New York Jets.

### Denver Broncos
Il 1º novembre 2022 venne scambiato con i Denver Broncos.

### Chicago Bears
Il 16 marzo 2024 Martin firmò un contratto di un anno con i Chicago Bears. Il 27 agosto fu inserito in lista infortunati.